# Леонид Ленарчич
Леонид Леон Ленарчич (Београд, 24. јул 1932 — Љубљана, 31. март 2011) био је српски и словеначки архитекта. Био је члан групе »Београдских пет«, са архитектама Милосавом Мишом Митићем, Иваном Петровићем, Иваном Симовићем и Михаилом Чанком.

## Биографија
Архитекта Ленарчич рођен је 24. јула 1932. године у Београду, тада у Краљевини Југославији, данас у Републици Србији.
Пореклом је из грађанске породице, родом из Љубљане.
Детињство, гимназијске и студентске дане провео је прво на Сењаку, а потом на Булбулдеру, у близини Новог Гробља.
Године 1951. уписује Архитектонски факултет Универзитета у Београду, где дипломира 1957. године.
По дипломирању се запошљава прво у пројектном атељеу »Атриум« (1957-59), а потом у Институту за испитивање материјала Србије (1960-67).

## Aрхитектонска остварења
Архитекта Ленарчич је у Београду и Србији остварио следећа ауторска и коауторска архитектонска остварења:
- Стамбена кула у Улици Јаше Продановића бр. 31 (у оквиру пројектног атељеа »Атриум«);[1]
- Стамбени блокови »Б-7« и »Б-9« у Блоку 21, на Новом Београду (у коауторству са: Милосавом Мишом Митићем, Иваном Петровићем, Иваном Симовићем и Михаилом Чанком);